# NGC 1658
NGC 1658 ist eine Spiralgalaxie vom Hubble-Typ Sbc im Sternbild Grabstichel am Südsternhimmel. Sie ist schätzungsweise 225 Millionen Lichtjahre von der Milchstraße entfernt und hat einen Durchmesser von etwa 100.000 Lichtjahren. 

Im selben Himmelsareal befindet sich u. a. die Galaxie NGC 1660.
Das Objekt wurde am 1. Dezember 1837 von John Herschel entdeckt.